# 埃尔讷
埃尔讷（法語：Elne，法語發音：[ɛln] ⓘ），法国南部城市，奥克西塔尼大区东比利牛斯省的一个市镇，隶属于佩皮尼昂区，其市镇面积为21.29平方公里，2022年1月1日时人口数量为9,479人，在法国城市中排名第1,113位。
埃尔讷位于东比利牛斯省东南部，泰克河左岸，是一个区域性的中心城市，纳博讷－波尔沃铁路和多条公路在此交汇。

## 地名来源

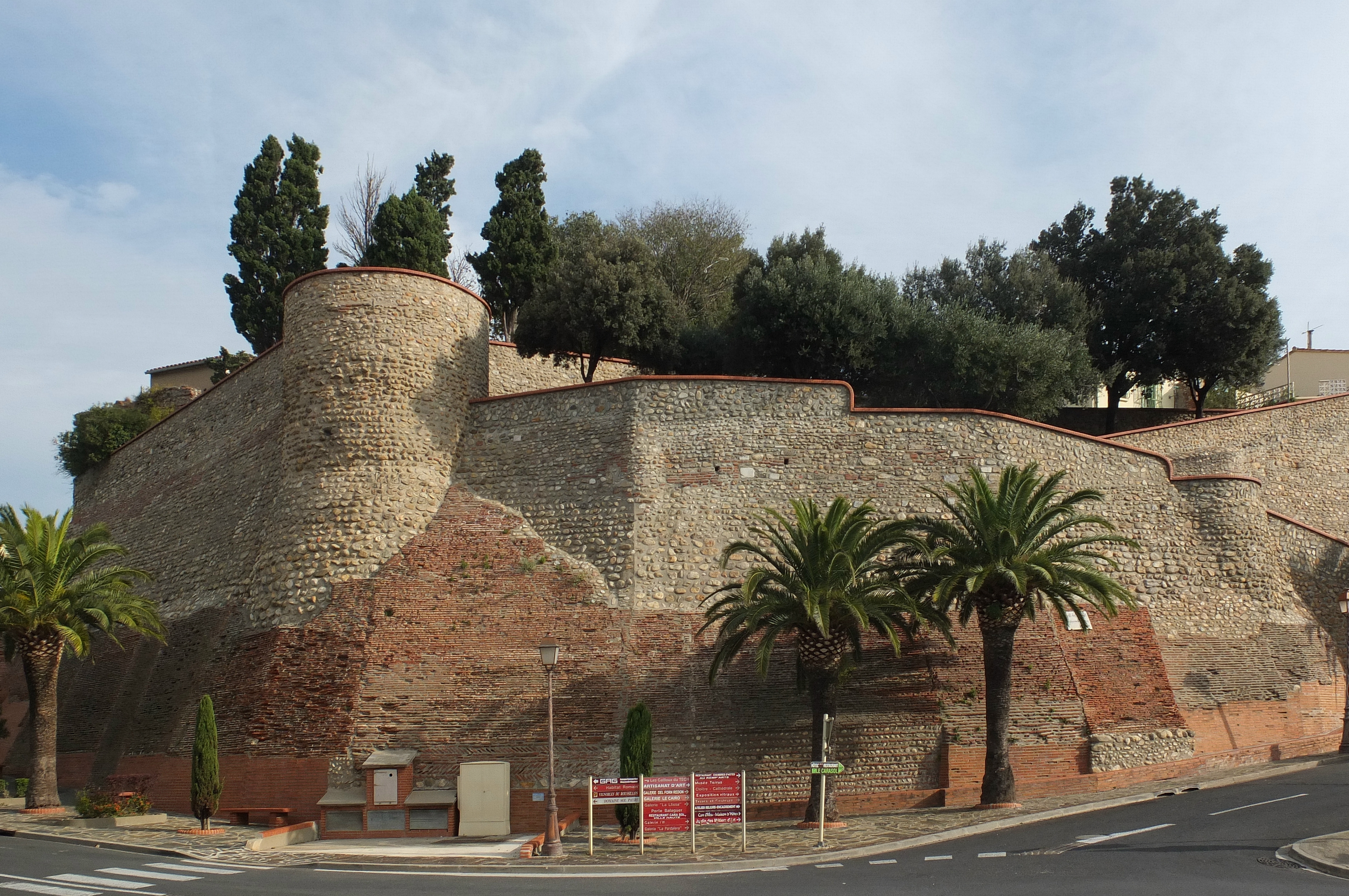
埃尔讷古城墙遗址

“埃尔讷”一名出自古罗马皇后圣海伦纳。

## 历史
埃尔讷境内有多处新石器时期的人类活动遗迹。古典时期，罗马人于公元前二世纪在此登陆并建立聚落。汉尼拔曾获得自由通过此地的特许。公元550年，教皇创建埃尔讷主教区，埃尔讷由此成为鲁西永地区的宗教中心，当地人口数量有所增加。埃尔讷所处的北加泰罗尼亚地区于公元15世纪被路易十四获得，成为法兰西王国的一个行省。埃尔讷主教座于17世纪初迁至佩皮尼昂。法国大革命后，埃尔讷成为东比利牛斯省的一个市镇。工业革命期间，途径埃尔讷的纳博讷－波尔沃铁路建成通车。西班牙内战期间，一些沿地中海北上的难民驻扎于埃尔讷，当地因此出现了西班牙人社区。20世纪中后期，随着旅游业的发展，埃尔讷人口数量逐年增加，当地出现了多处新兴居民区。

## 地理

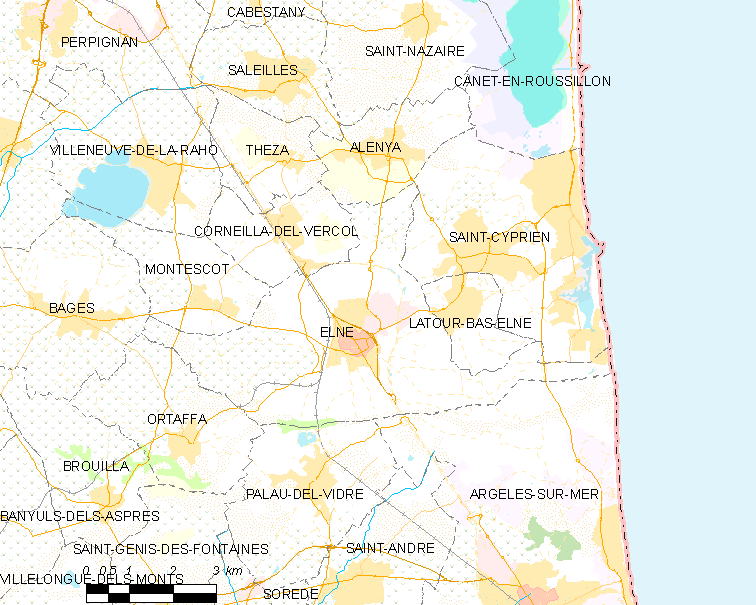
埃尔讷市镇范围地图

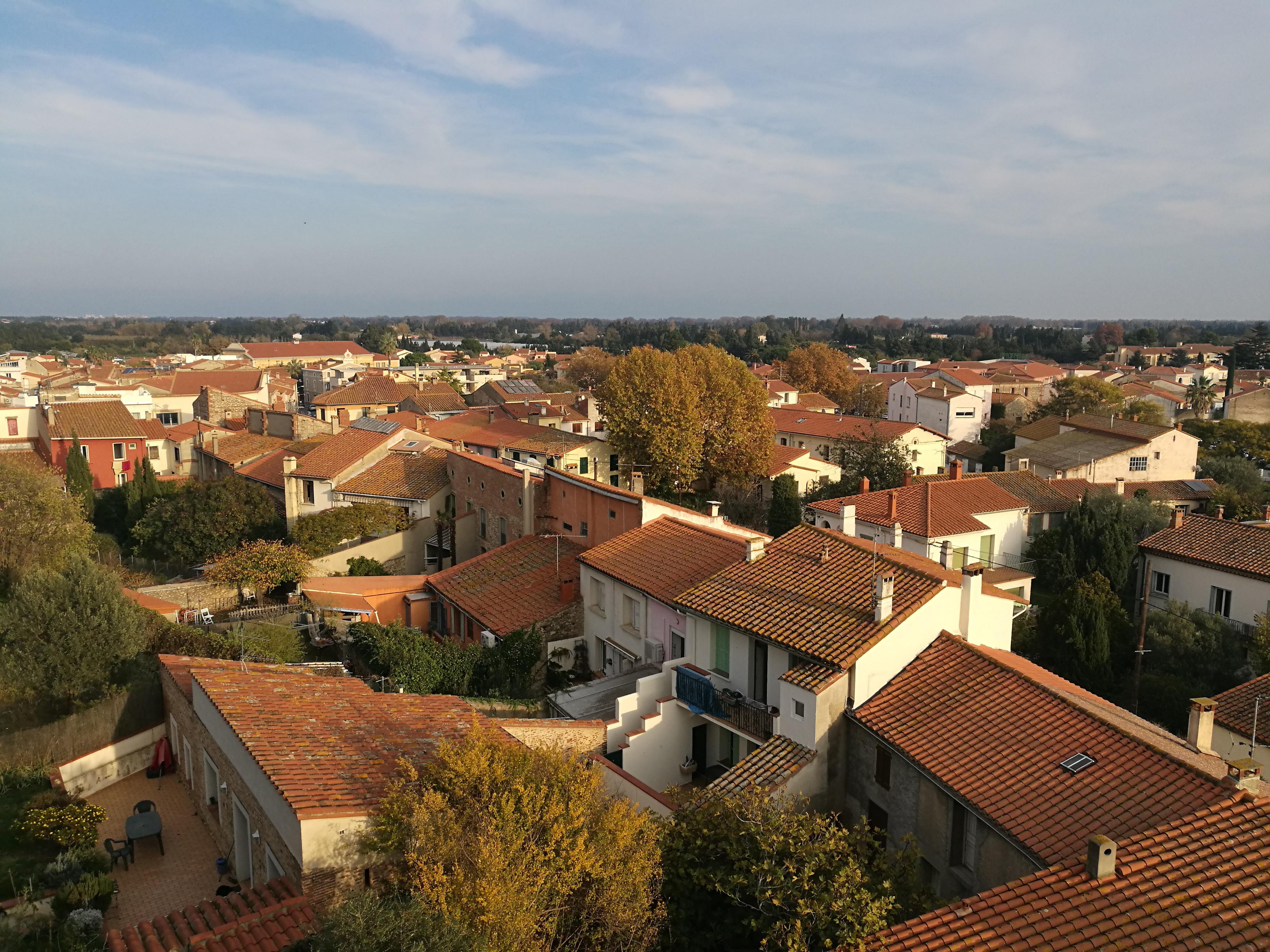
埃尔讷镇中心

埃尔讷位于法国南部，奥克西塔尼大区南部和东比利牛斯省东南部，距离省会佩皮尼昂大约13公里。与埃尔讷接壤的市镇包括：阿莱尼亚、圣西普里安、拉图尔巴塞尔讷、滨海阿热莱斯、帕洛代勒维德尔、奥尔塔法、巴日、蒙泰斯科、科尔内亚-代勒韦科勒。

### 地形
埃尔讷位于比利牛斯山东北部的山前冲积带上，境内以平原为主，市镇中心地势较为平坦，全境海拔在0到65米之间。

### 水文
泰克河自西向东流经市界南部，市界东南部则有约0.7公里的海岸线。

### 植被
埃尔讷属于亚热带常绿硬叶林区，林地散落分布于市区内及周边的部分区域。
在鲜花城市的评比中，埃尔讷暂未被评级。

### 气候
埃尔讷在柯本气候分类法中属于地中海气候。

## 行政区划
埃尔讷的市镇编号为66065，邮政编号为66200。
在行政管理方面，埃尔讷隶属于法国奥克西塔尼大区东比利牛斯省佩皮尼昂区；在地方选举方面，埃尔讷是伊利贝里斯平原县的中央投票站所在地，其市镇范围全境被划入东比利牛斯省第四选区；在社会管理方面，埃尔讷是阿尔贝拉-韦尔梅耶海岸-伊利贝里斯市镇公共社区的组成部分。
埃尔讷的市中心街区（Centre Ville）为城市政策优先街区。
法国国家统计与经济研究所（简称）在进行数据统计时，将埃尔讷及相邻的另外10个市镇设为圣西普里安城市核心区（2020年扩充至共14个）以及圣西普里安城市区。自2020年起，圣西普里安城市区被包含118个市镇的佩皮尼昂城市辐射区代替。此外，还将埃尔讷市镇分为了三个“块区”（IRIS），以便于统计人口分布情况。

## 交通

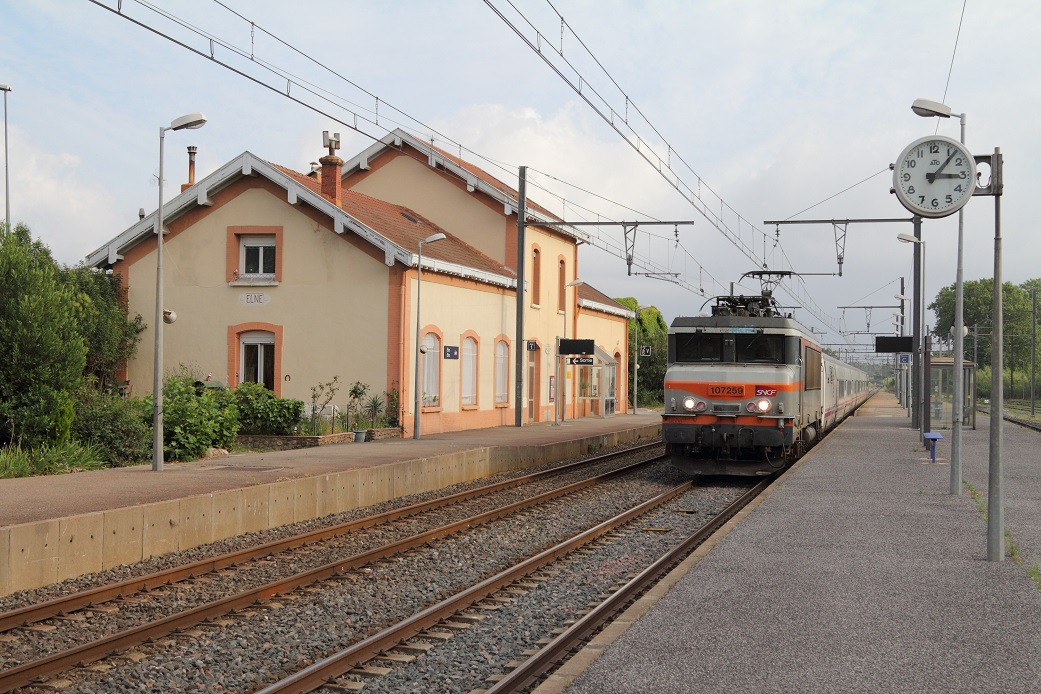
埃尔讷火车站

### 公路
多条东比利牛斯省省道在埃尔讷境内交汇。奥克西塔尼大区下属的城际客运提供巴士线路，可前往周边部分市镇。
2019年，71.6%的埃尔讷家庭拥有至少一辆私人汽车。2019年，埃尔讷境内共发生各类交通事故6起，造成7人受伤，其中6人重伤。
| 42 | 16 |

| 佩皮尼昂 | 14 |

| 鲁西永地区卡内 | 14 |

| 普拉德 | 53 |

### 铁路
埃尔讷位于纳博讷－波尔沃铁路上。埃尔讷站位于市区西南部，停靠往返于纳博讷和塞贝尔一线的区域列车。

### 航空
距离埃尔讷最近的民用航空站为佩皮尼昂机场，距离埃尔讷市中心的公路里程约21公里。

### 城市公共交通
截至2022年10月，埃尔讷暂无城市公共交通系统。

## 政治

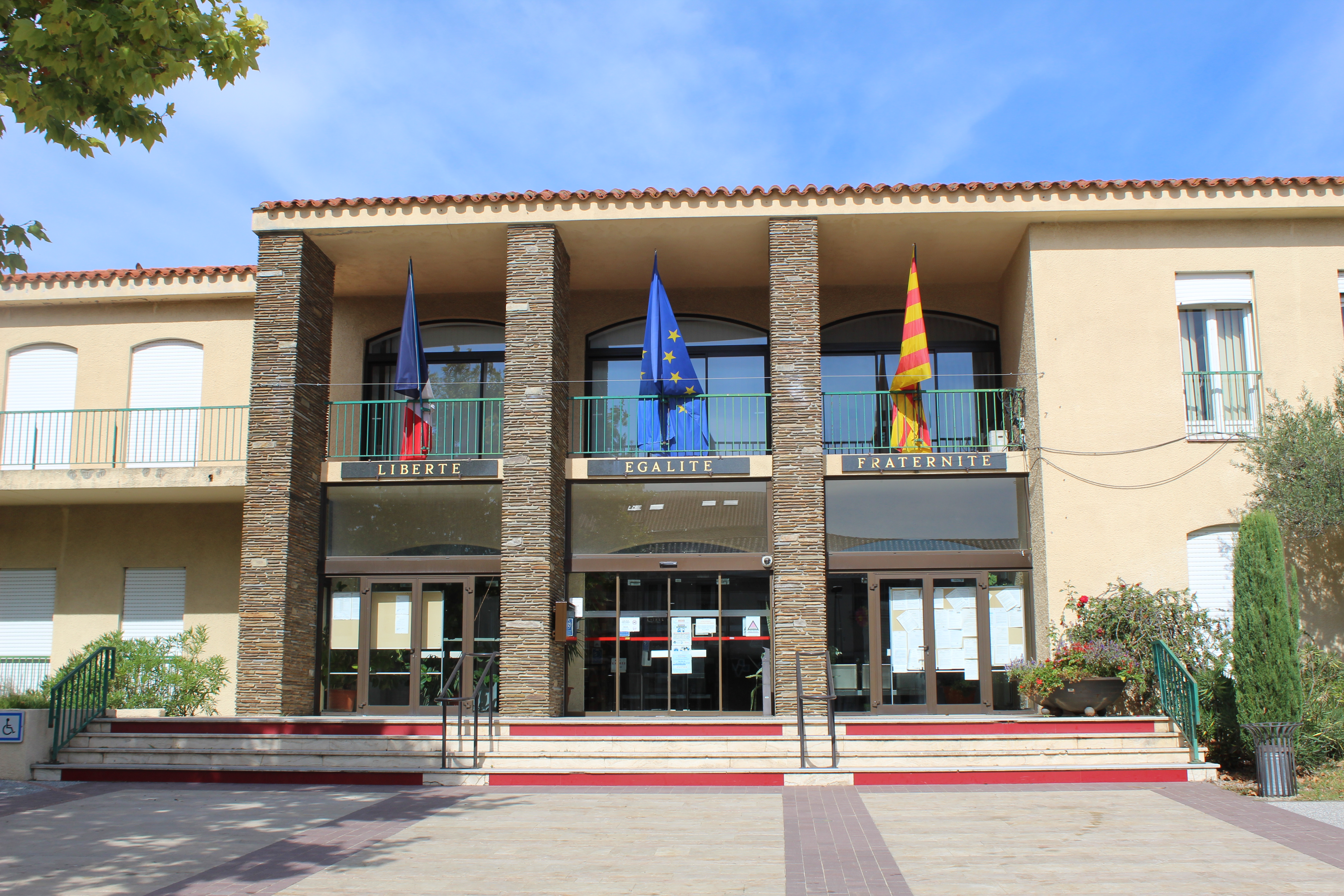
埃尔讷市政厅

埃尔讷的现任市长为尼古拉·加尔西亚先生（Nicolas GARCIA），他是一名左翼无党派人士，在2020年的市政选举中获得了54.04%的支持率。
在2022年的法国总统大选中，法国极右翼政党国民阵线主席玛丽娜·勒庞在埃尔讷获得了61.29%的支持率。

## 人口
2019年，埃尔讷市镇人口数量为9,248，在法国排名第1,113位。其中男性4,433人，女性4,815人，75岁及以上人口占9.4%，外籍人口数量为655人，人口密度为434人/平方公里，当地居民被称为（男性）或（女性）。2020年，埃尔讷境内出生92人，死亡人口93人。
| 埃尔讷1901年－2019年人口变化情况 |
|                                  |
| 数据来源：Cassini、INSEE         |

## 经济
埃尔讷是一个区域性的中心城市。截止2022年10月，埃尔讷市镇范围内共有各类用人单位（包含自雇）1,810家，平均历史为14年，其中99.67%为中小型企业（PME），2022年8月至10月间，当地的经济活力指数为0.28%。（大型零售）、（暖通设备）及（蔬果种植）是当地2021年营业额最高的三个企业，分别为40,221,154欧元、33,733,694欧元和2,609,613欧元。

## 财政与居民收入
2020年，埃尔讷的财政收入总额为9,398,900欧元，财政支出总额为8,985,240欧元，当年的债务总额为13,999,800欧元。2021年，埃尔讷市镇共获得1,088,058欧元的国家财政补助，比上一年增加了3.42%。
2020年，埃尔讷的人均月收入总额为1,846欧元，其中高级职员为3,079欧元，低于法国平均水平（4,230欧元）；中级职员为2,159欧元，低于法国平均水平（2,411欧元）；普通职员为1,657欧元，亦低于法国平均水平（1,740欧元）。
2019年，埃尔讷境内的青壮年（15至64岁）失业率为20.1%，当地36.8%的家庭拥有纳税资格，平均纳税3,411欧元，低于法国平均水平（3,910欧元）。

## 社会事务

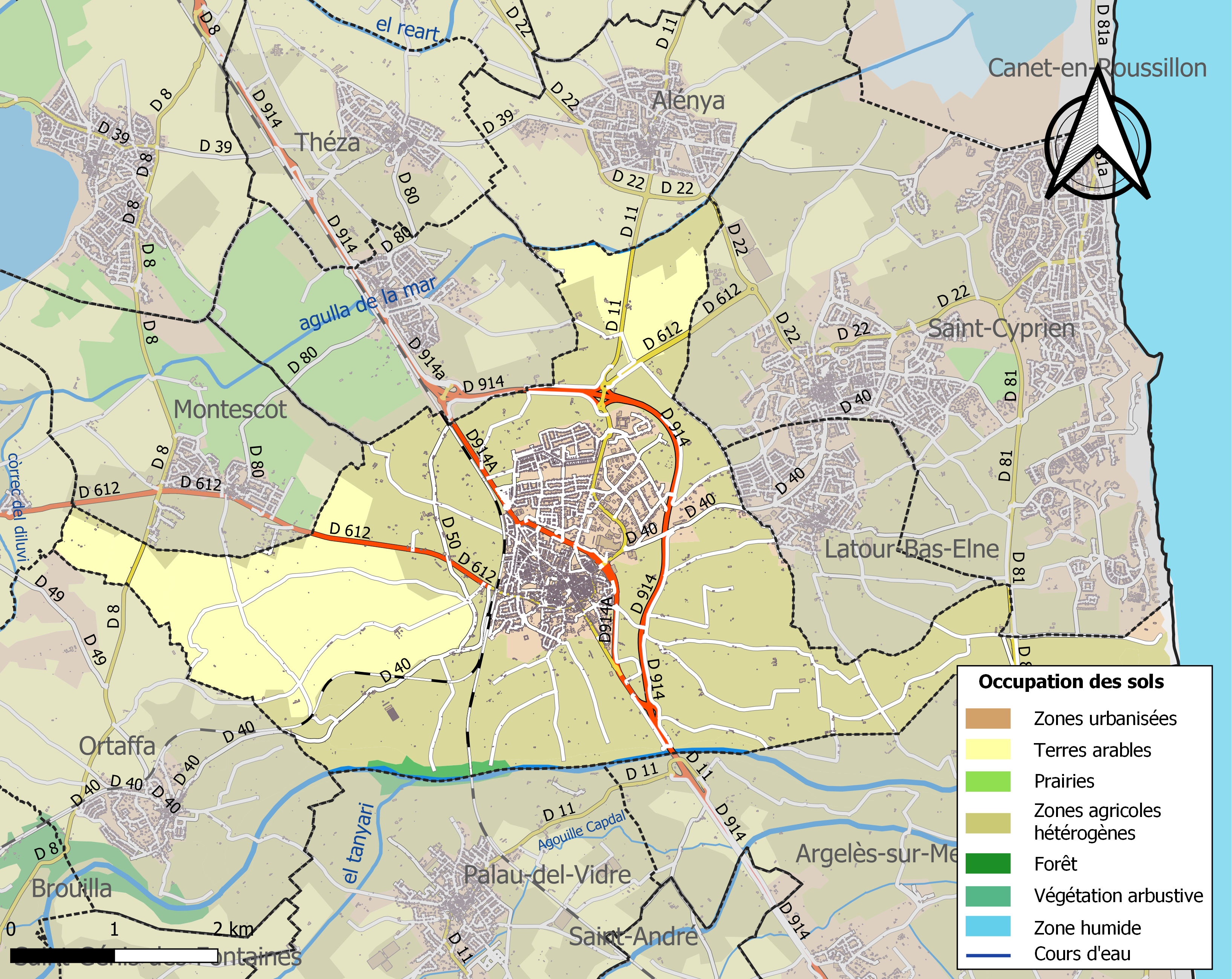
埃尔讷土地利用情况地图

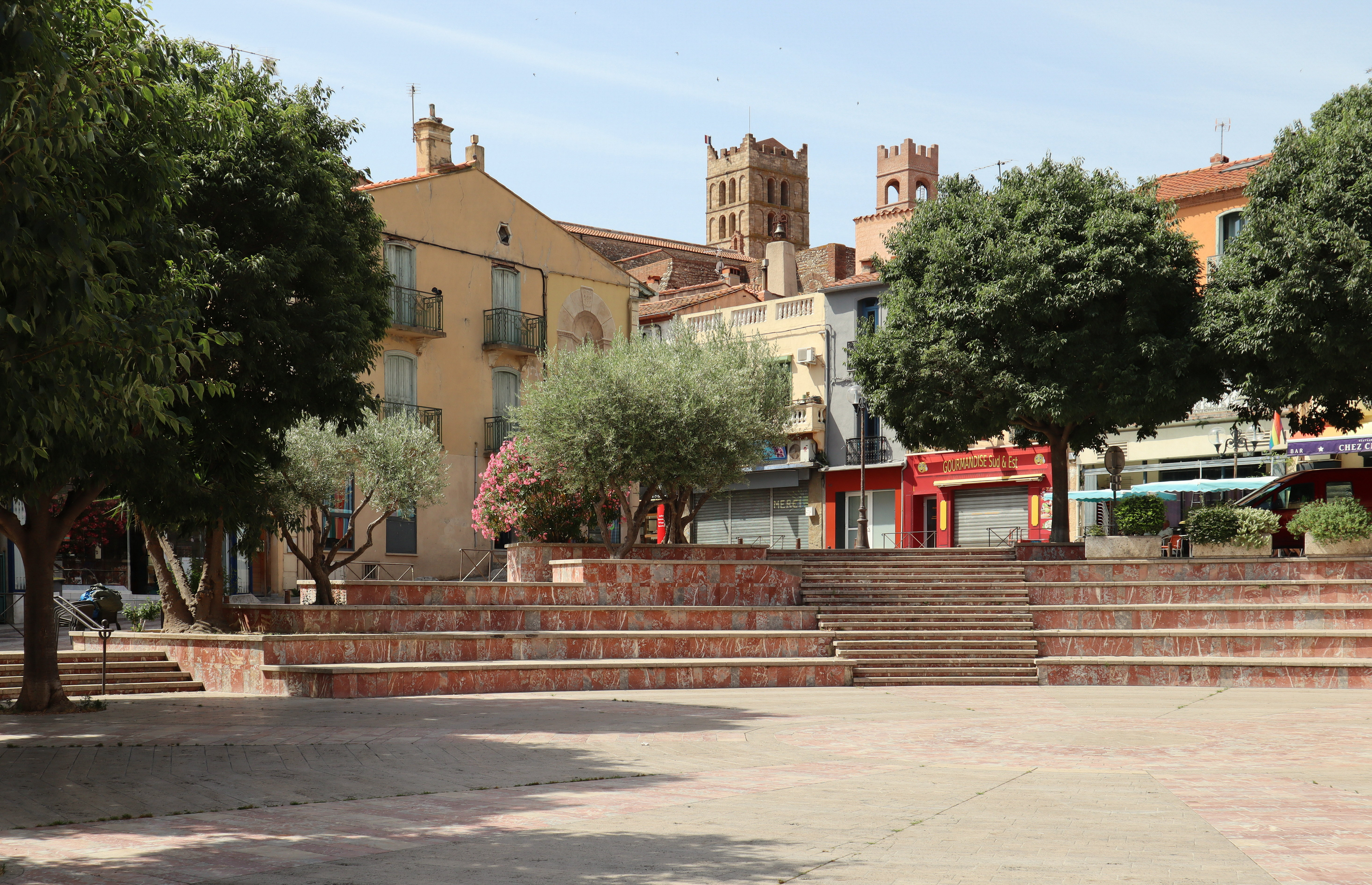
共和国广场

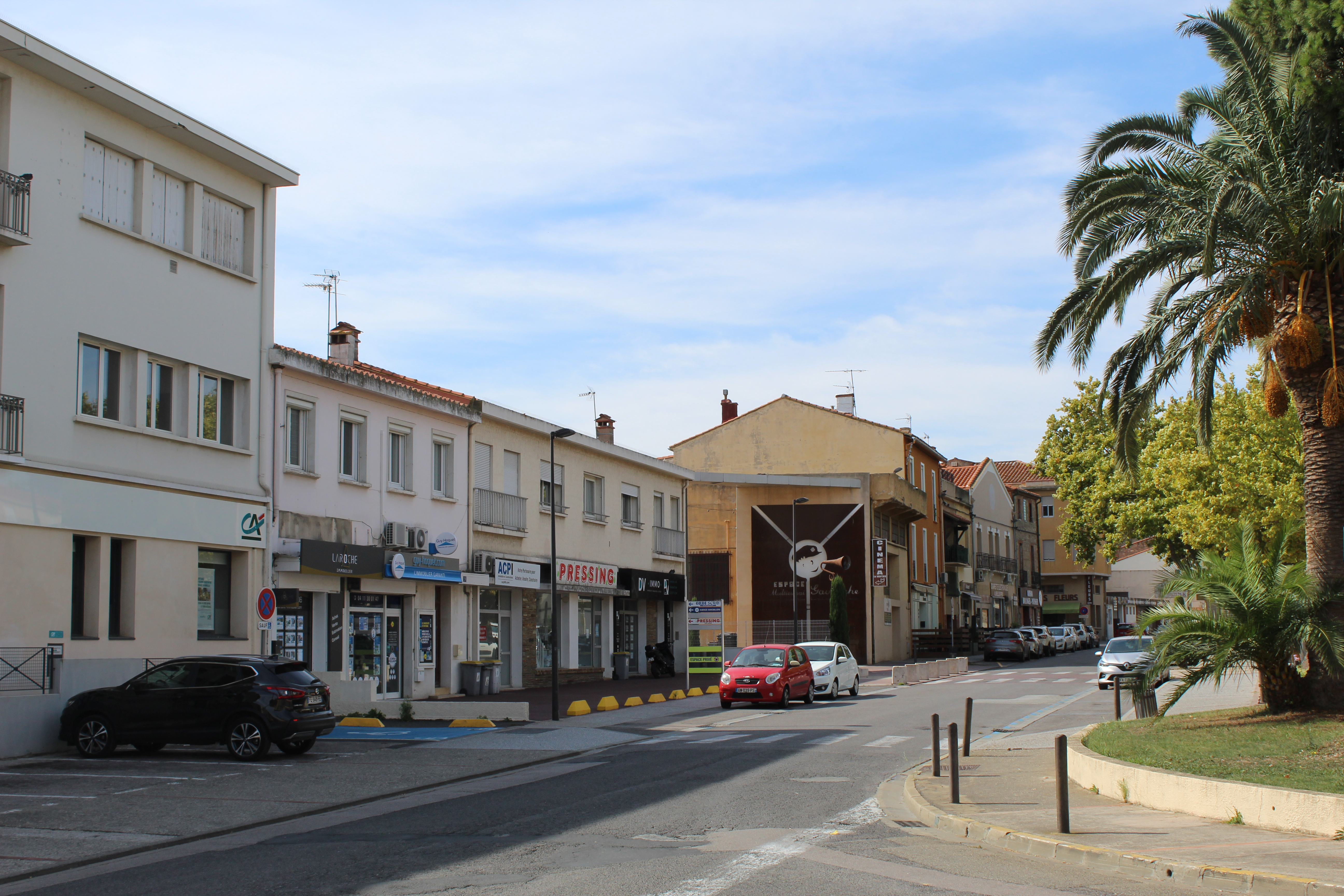
伏尔泰大道

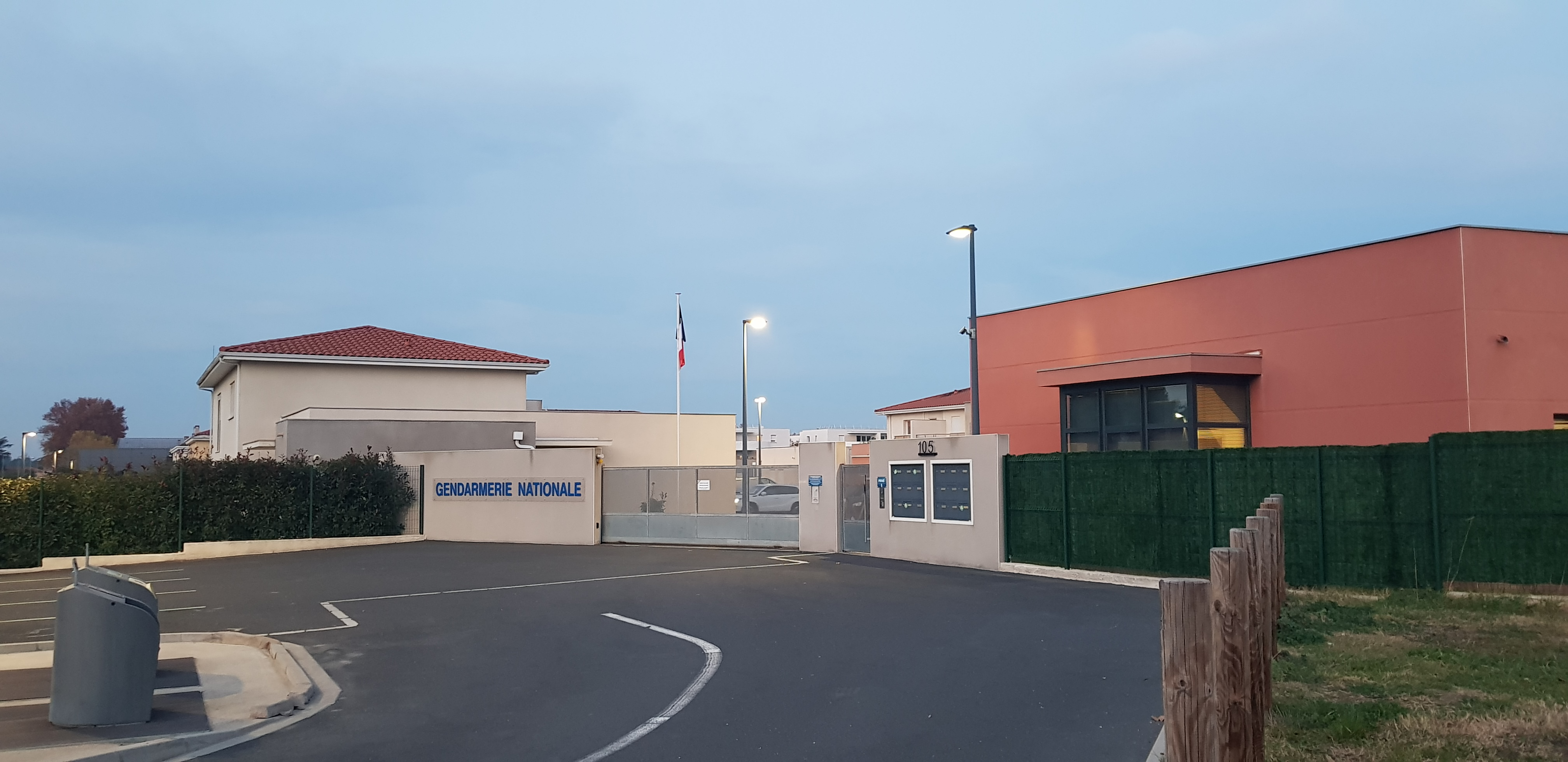
埃尔讷宪兵队

### 教育
埃尔讷属于蒙彼利埃学区。截止2021年1月1日，埃尔讷境内共有3所幼儿园、2所小学和1所初级中学。2018至2019学年度，埃尔讷境内共有在校中等教育阶段学生1,005名。

### 医疗
截止2021年1月1日，埃尔讷境内共有全科医生9名、保健师31名、牙医9名、护士18名、助产士2名和儿科医生1名。境内共有药房3家。
距离埃尔讷最近的区域性医疗机构为佩皮尼昂中心医院，其主病区位于佩皮尼昂北部，距离埃尔讷市区的正常车程大约25分钟，该院设有床位863个，是当地规模最大的公立综合性医院。

### 住房
2019年，埃尔讷境内共有各类住房4,923套，其中71.7%为独立式居民区，27.6%为集中式居民区。常住房屋占埃尔讷市镇范围内居民建筑总量的82.6%。
在住房保障政策方面，2021年，埃尔讷境内共有1,079户家庭获得了住房经济补助，受益人数占总人口数量的11.7%，其中987份为房租补助。

### 商业
2021年，埃尔讷境内共有各类实体商铺261家，其中餐厅24家、大型超市4家、杂货店6家、面包房7家、肉铺4家、书店1家、装饰品店1家、银行门店8家、美容美发店18家、汽车维修店25家。市区东北部建有E.Leclerc、Intermarché、Aldi、Lidl等购物商场。

### 体育
2021年，埃尔讷境内共有1家游泳池、1间体育馆、6处网球场、5处马术场、3处足球或橄榄球场、1处篮球或排球场。
截至2022年10月，加泰罗尼亚未来足球俱乐部（Avenir Football Catalan，编号561156）是埃尔讷境内唯一的一家注册足球俱乐部，其主队2022至2023赛季参加奥克西塔尼大区足球联赛丙组（法国第八级别），其主场为莫里斯·埃尔球场（Stade Maurice Erre）。

### 环境
埃尔讷的环境事务由其所属的阿尔贝拉-韦尔梅耶海岸-伊利贝里斯市镇公共社区联合各级政府协调负责。2021年，埃尔讷境内暂无污染企业。

### 治安
2021年，埃尔讷市镇范围内共有1处宪兵队。
埃尔讷及其附近的共45个市镇是佩皮尼昂国家宪兵队（zone gendarmerie de Perpignan）的管辖范围。2020年，该宪兵队累计记录各类案件5,712起，其中盗窃类案件3,086起，经济类案件1,004起，毒品交易类案件176起。

## 文化
2021年，埃尔讷境内有1家电影院。埃尔讷市政府提供多媒体中心，每周一、二、三、五向公众开放。

### 建筑
埃尔讷境内有多处历史建筑，其中埃尔讷大教堂、佩皮尼昂城门等为法国国家文物保护单位。

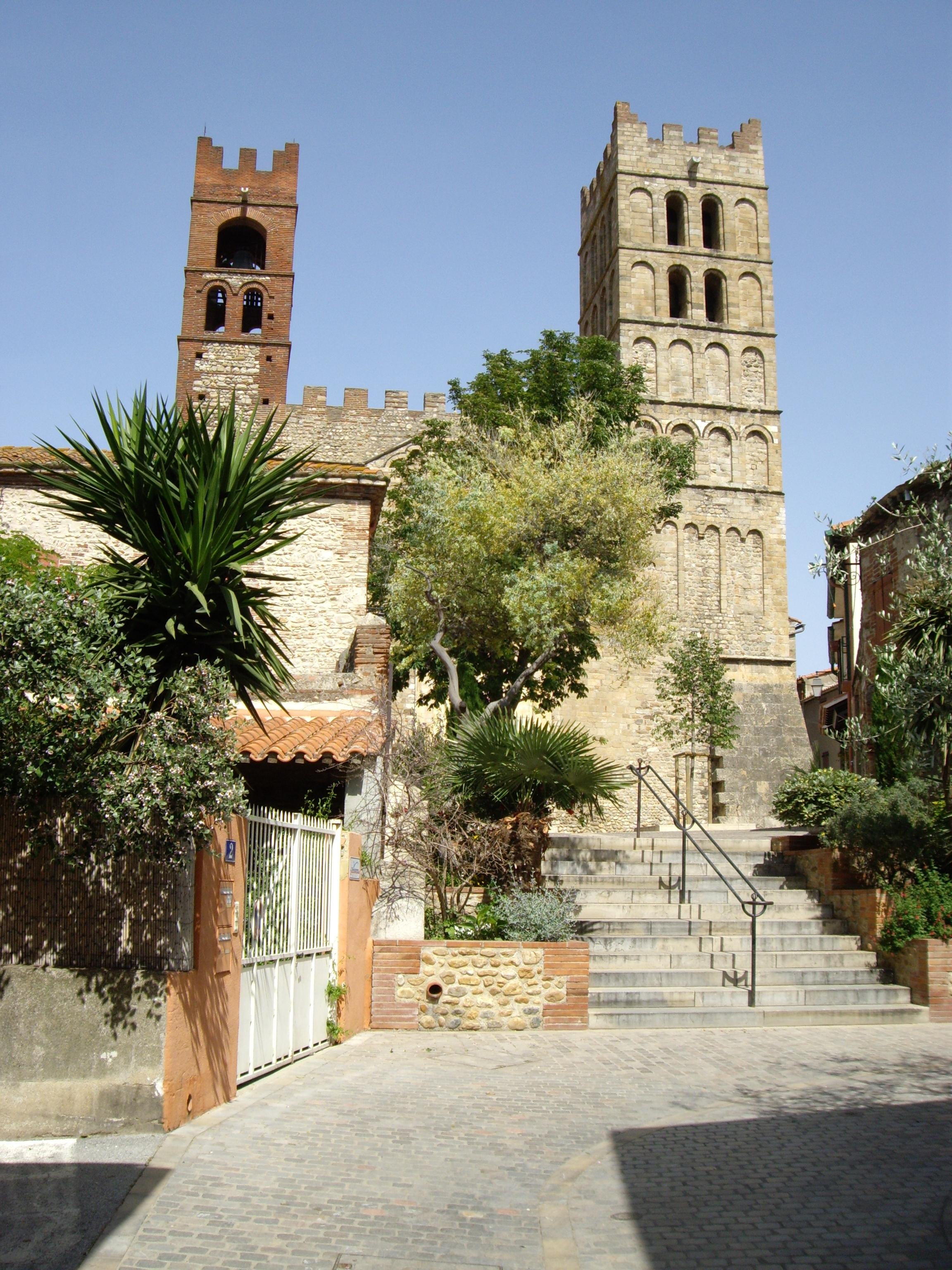
埃尔讷大教堂（法语：Cathédrale Sainte-Eulalie-et-Sainte-Julie d'Elne）
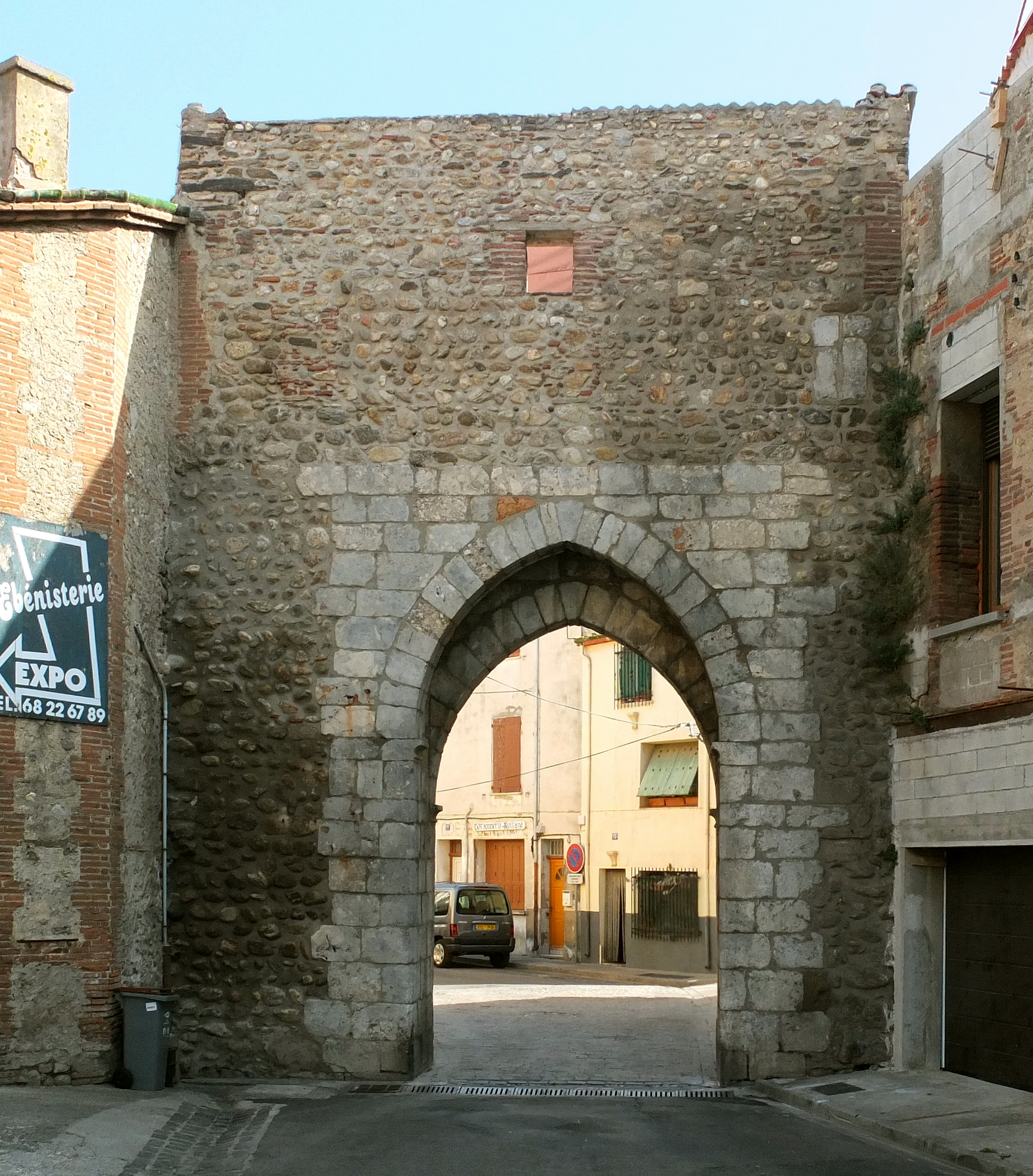
佩皮尼昂城门（法语：Porte de Perpignan (Elne)）
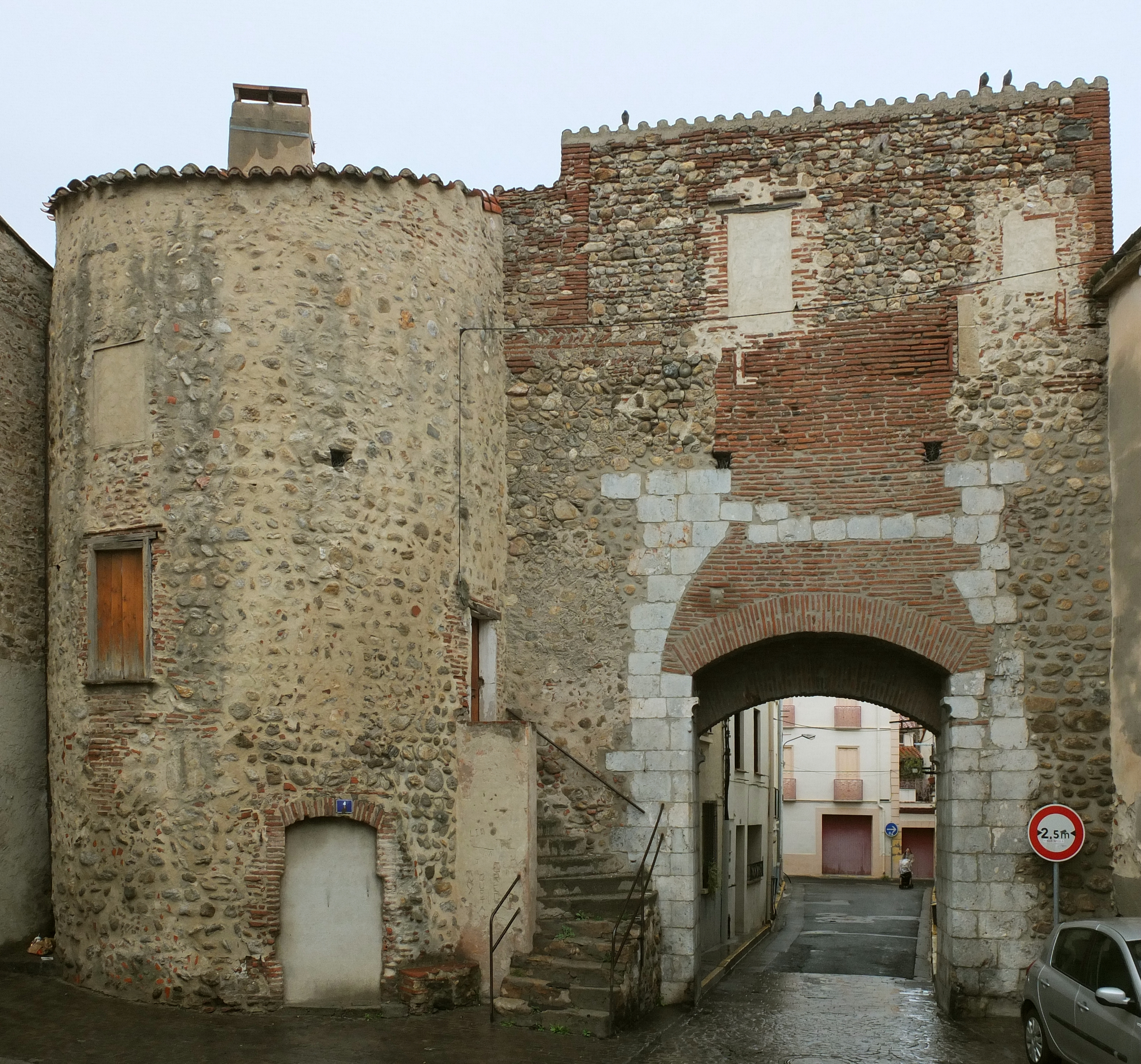
科利乌尔城门
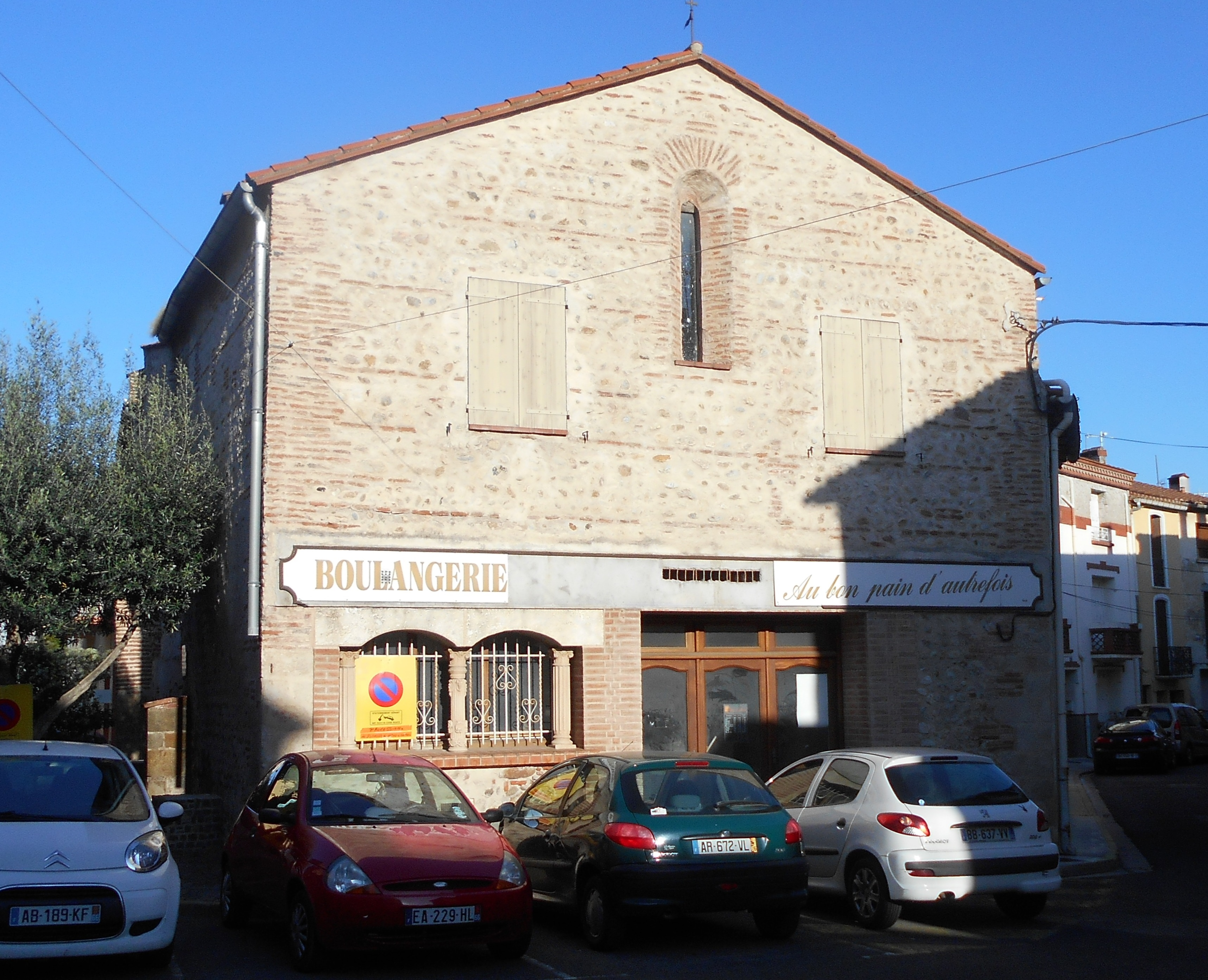
圣雅各教堂
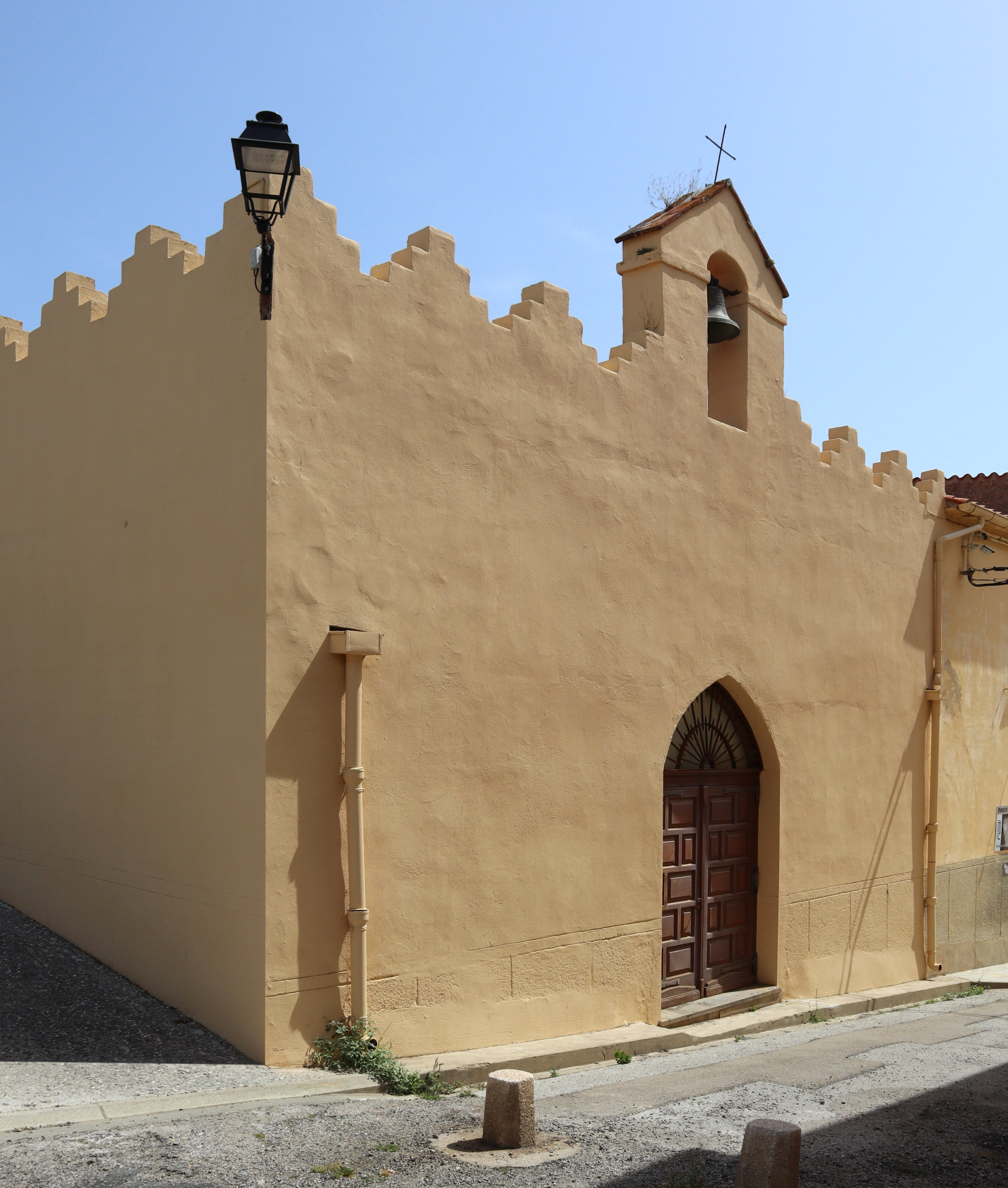
圣乔治小教堂
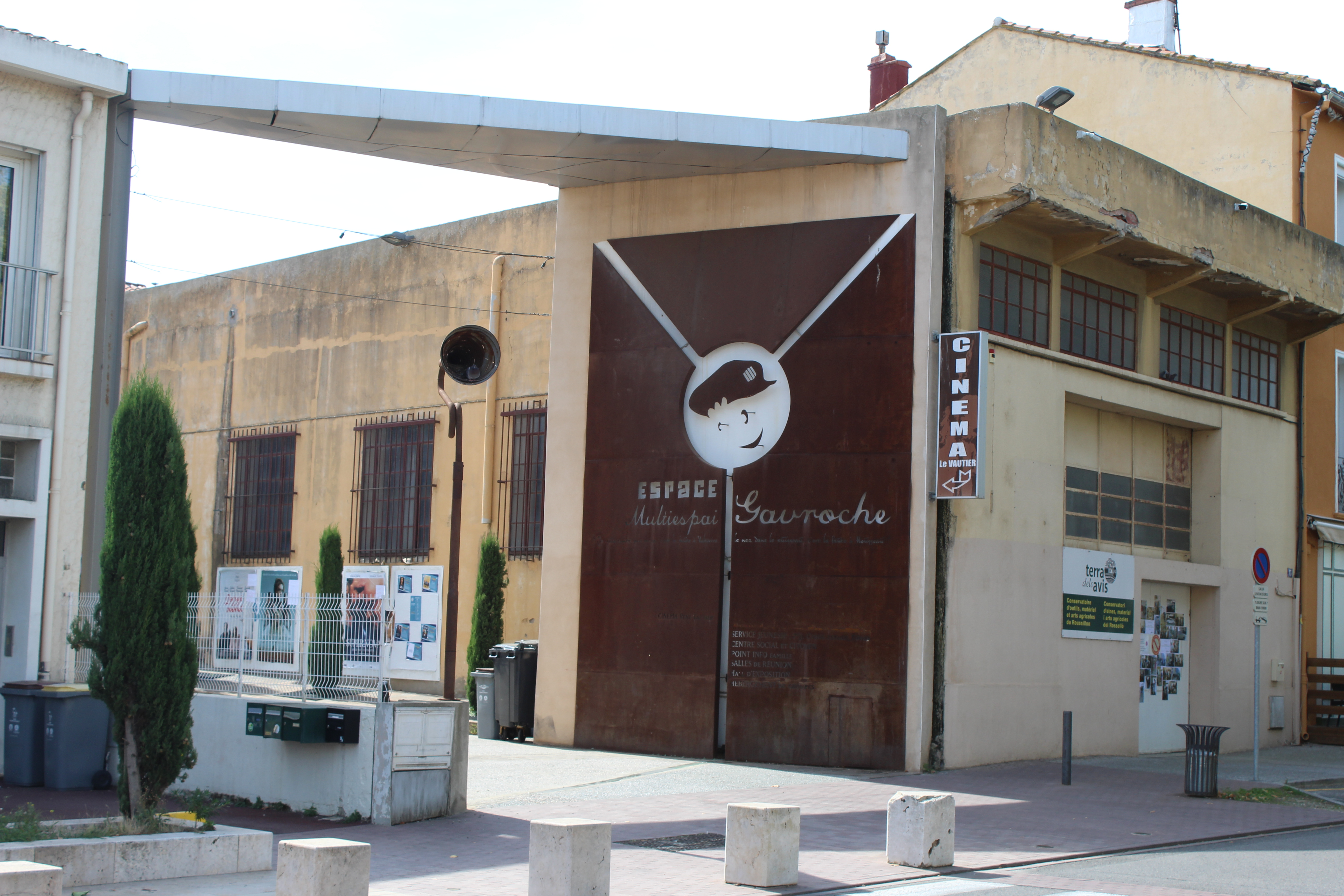
加夫罗什电影院
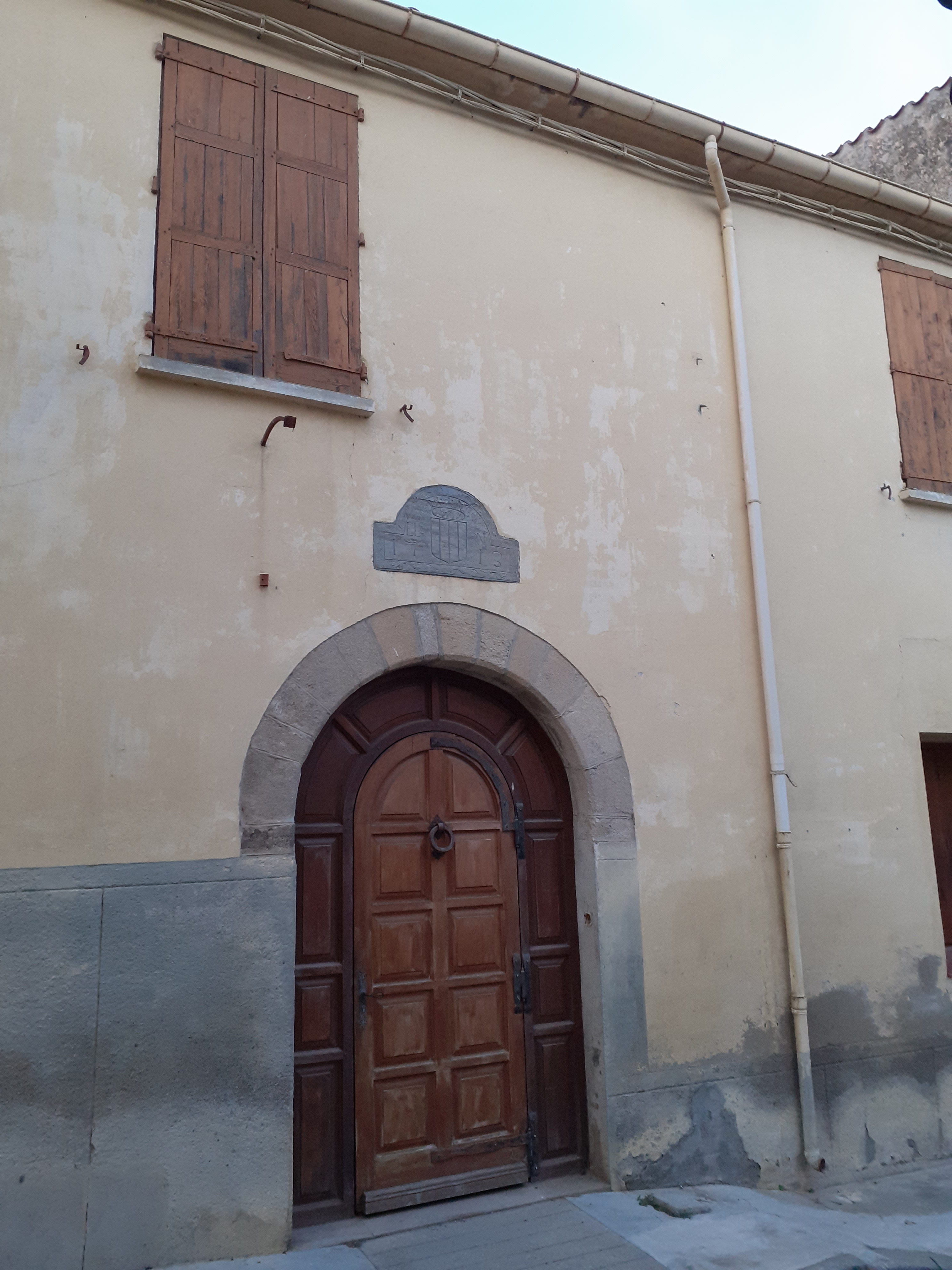
神学院旧址
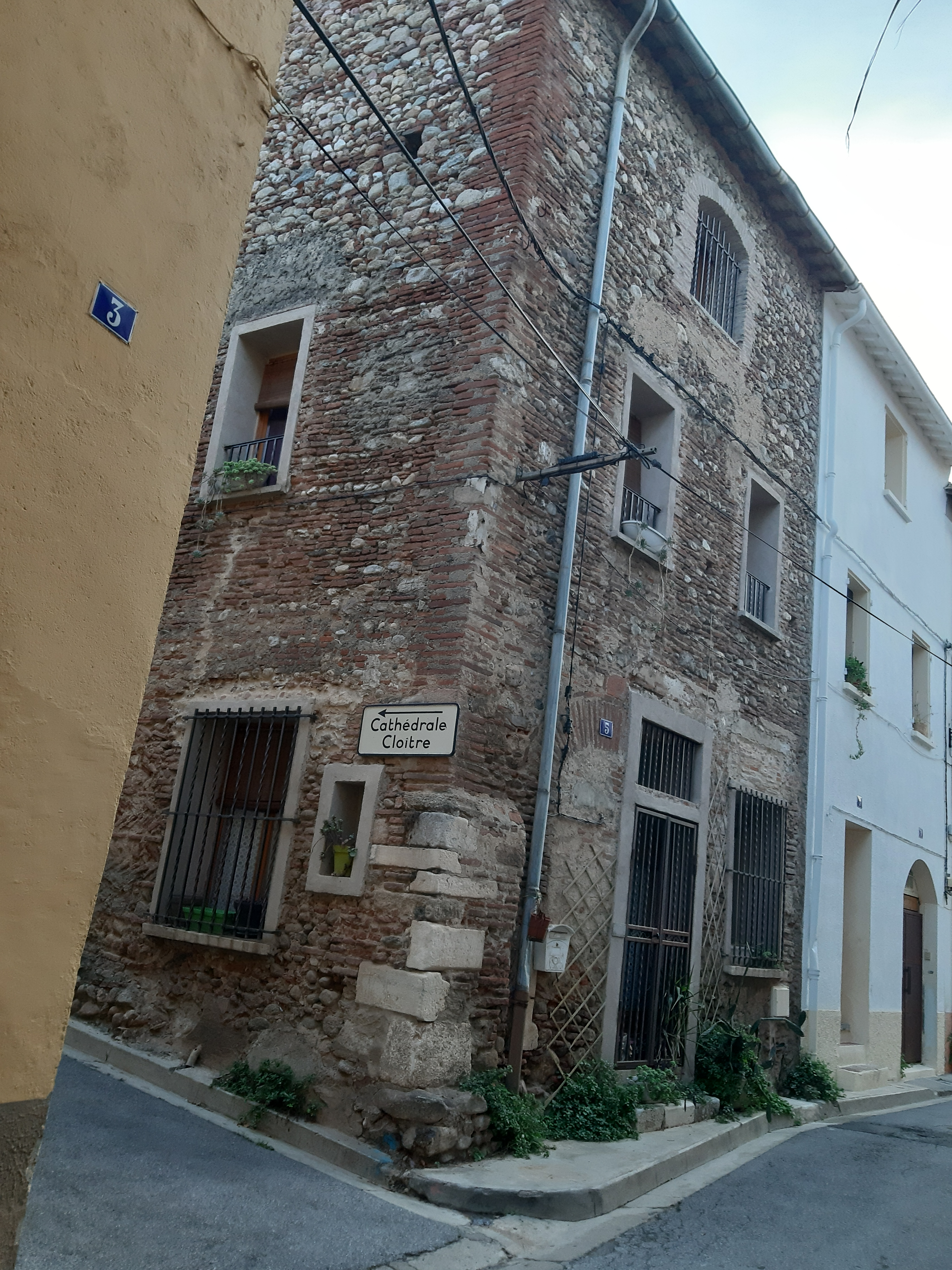
传统民居

### 旅游
埃尔讷的旅游事务由其所属的阿尔贝拉-韦尔梅耶海岸-伊利贝里斯市镇公共社区负责。2022年，埃尔讷境内共有1家酒店共计15间房间；另有3个露营地，可容纳共495辆露营车。

### 媒体
法国主要的媒体均可在埃尔讷接收，法国电视三台下属的奥克西塔尼大区频道在部分时段播出埃尔讷所属区域的地方新闻。蓝色法兰西鲁西永广播、滨海广播、《东比利牛斯独立报》、《自由南法》等是当地主要的地方性媒体。

## 相关人物
法国政治家卡米尔·卡巴纳出生于埃尔讷。

## 友好城市
截至2022年10月，埃尔讷共与一座城市互为友好城市关系：
- 西班牙 安普里亚斯堡